# نصر الدين طوبار
الشيخ نصر الدين طوبار (7 يونيو 1920 - 16 نوفمبر 1986) قارئ قرآن ومنشد ديني مصري. حفظ القرآن الكريم وذاع صيته في مدن وقرى محافظة الدقهلية ونصحه أصدقاؤه أن يتقدم لاختبارت الإذاعة وبالفعل تقدم إلى اختبارات الإذاعة لكنه رسب خمس مرات متتاليات، حتى ضجر، إلا أن إصرار من حوله لاقتناعهم بصوته، دفعه إلى دخول اختبارات أصوات قراءة القرآن والإنشاد الديني للمرة السادسة، وكان أن نجح في السابعة.

## ابتهالاته
قدم الشيخ نصر الدين طوبار ما يقرب من مائتي ابتهال؛ منها:
- يا مالك الملك
- مجيب السائلييين
- جل المنادي
- السيدة فاطمة الزهراء
- غريب
- يا سالكين إليه الدرب
- يا من له في يثرب
- يا من ملكت قلوبنا
- يا بارئ الكون
- ما بين زمزم
- من ذا الذي بجماله حلاك
- سبحانك يا غافر الذنوب
- إليك خشوعي
- حين يهدى الصبح اشراق سناة
- يا ديار الحبيب
- قف أدبا
- طه البشير
- لولا الحبيب
- كل القلوب إلى الحبيب تميل
- يحق طاعتك
- عدت إلى رحابك
- يا ليلة القدر
- رمضان أشرق
- الحوت والعنكبوت
- ويحلو لدي
- أمري إليك
- اكرمنا في المعاش والمعاد
- حنيني
- أشرق الحق واصطفاه الضياء
- بك استجير
- قبسٌ من الرحمن لاح
- من غير ربي يستجيب؟
- سبحان من جعل الارض قرارا
- ربى هو الله
- يامن يراني في علاه ولا آراه
- تسابيحي
- من حشره كسوه الناس حريرا
- الم تجعل السفينة من قوارب النجاة
- اشرق الحق بالهدي
- إن لم ينل منك العليل شفاؤه
- يا حنان يا منان
- ياودودا
- أنا العبد المقر بكل ذنب
- الله كان ولا شئ سواه
- صدق وعده
- من يحي العظام
- من لي سواك
- حسبى رضاك
- يا من علاه فوق كل بيان
- رب لبيك
- يا زمان الرسول
- يا آل طه
- هو الله
- قصة اليتيم
- سبحانك اللهم
- الأمر أمرك
- الطير سبحه
- إلهي
- بالله إيماني
- بحق طه ترحمني
- يسبح لك الفضاء
- يامن تري علي الولاء مشاعري
- يافاطرى يامن نراه
- ياعالم السر
- يا ذا الجلال والإكرام
- وان ترد المقام
- غرور أنت يادنيا
- أصحاب الفيل
- مؤنسي في وحدتي
- يا نصير المظلومين
- يا سالكين الدرب
- فاطر الأكوان.

## المصحف المجود
في عام 1978 م سجل المصحف المجود المشترك لإذاعة وتليفزيون المملكة العربية السعودية بالاشتراك مع الشيخ محمود البجيرمي. وكان هذا المصحف الثاني الذي يتم تسجيله للإذاعة وللتليفزيون في آن واحد

## عمله
اختير مشرفًا وقائدًا لفرقة الإنشاد الديني التابعة لأكاديمية الفنون بمصر في عام 1980 شارك في احتفالية مصر بعيد الفن والثقافة كما أنشد في قاعة ألبرت هول بلندن وذلك في حفل المؤتمر الإسلامي العالمي. سافر إلى العديد من الدول العربية والأجنبية وكتبت عنه الصحافة الألمانية: (صوت الشيخ نصر الدين طوبار يضرب على أوتار القلوب).
تم تعيينه قارئا للقرآن الكريم ومنشدًا للتواشيح بمسجد الخازنداره بشبرا.

## وصلات خارجية
- إسلام أون لاين
- مئة عام على ميلاد نصر الدين طوبار - ذات مصر.